# Italský chrtík
Italský chrtík (italsky: Piccolo Levriero Italiano, anglicky: Italian Greyhound) je drobné společenské plemeno psa. Má velmi rádo svého majitele a v jeho přítomnosti je veselý, hravý a nadmíru mazlivý. Je také bystrý a velmi inteligentní.

## Historie plemene

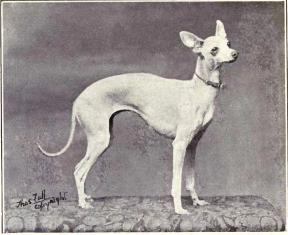
Italský chrtík v roce 1915

Jedná se o plemeno, jehož původ spadá již do starého Egypta, pravděpodobně vznikl výběrem malých kusů faraonských psů nebo jiných chrtů. Tehdejší vysoko postavení lidé své psy nechávali i mumifikovat a několik nalezených exemplářů se velmi podobá dnešním italským chrtíkům. Také je nalezneme na nástěnných malbách v hrobkách nebo v pyramidách, kde doprovázejí své pány. Také je nejmenším ze všech chrtů. Vyšlechtěno bylo nejspíše jen jako společenský pes a dodnes se spekuluje o tom, že je to nejstarší společenské plemeno na světě.

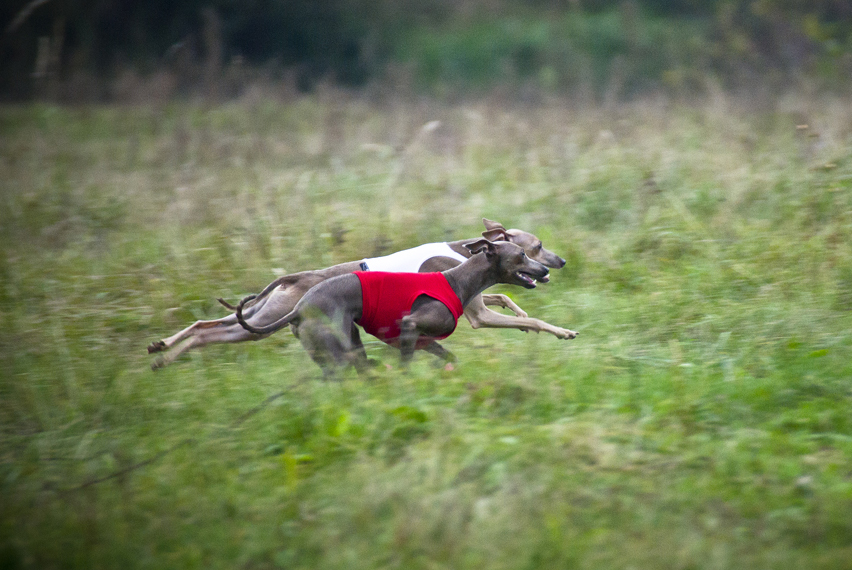
Italský chrtík při coursingu

Další informace o tomto plemeni nalézáme až v 15. století, kdy se objevují i na obrazech významných umělců, nebo na obrazech společně s Karlem I. či královnou Viktorií, oba dva tito panovníci měli totiž hned několik psů tohoto plemene a nechávali se s nimi portrétovat.

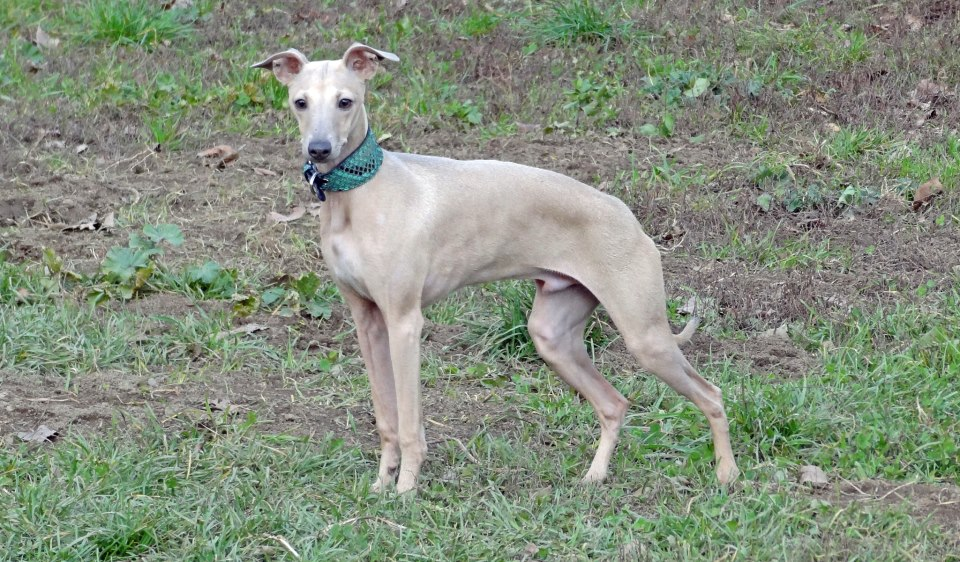
Stříbrný jedinec

Kvůli tehdejší módě se chovatelé snažili docílit toho, aby psi byli co nejmenší a nejlehčí. Tímto "zmenšováním" ale dosáhli i velice chatrného zdraví a tak se na toto "přerostlejší" společenské plemeno zapomnělo, až ke konci viktoriánské doby okolo roku 1890 se povedlo skupině chovatelů plemeno opět vzkřísit a po několika letech mu navrátit jeho původní vzhled i velikost.
"Italský" se tomuto plemeni říká proto, že do Evropy přišel přes Itálii a ta jej "přijala za své".
V současné době zastřešuje toto plemeno v České republice jeden chovatelský klub a to je Klub chovatelů italských chrtíků. Oficiální značka pro toto plemeno je IT. FCI i UKC či AKC je uznávají.
V České republice toto plemeno již uvidíte běžně. Je zde mnoho chovatelských stanic. Poslední dobou velmi nabírá na oblíbenosti a alespoň malou populaci italských chrtíků naleznete i v Austrálii nebo Americe, i tam je potkáte běžně. Největší populace je v Německu a Francii.

## Vzhled
Tento pes je kompaktní, téměř obdélníkového formátu a malý. Má jemnou konstrukci těla a velmi lehkou kostru. Srst je jemná, krátká a rovná, na celém těle stejná. Standardní barvy jsou šedá, břidlicová, žlutá a černá v nejrůznějších odstínech. Hlava je podlouhlá, tlama špičatá s tenkými, přiléhajícími pysky, čelisti jsou podlouhlé se silnými zuby. Oči jsou velké, zaoblené a vypouklé. Barva duhovky může být od zeleno-hnědé až po tmavě hnědou. Bělmo není vidět. Stop je mírný až výrazný. Uši jsou velmi vysoko posazené, velké a polovzpřímené, nekupírují se.
Krk je velmi dlouhý, rovný a dobře osvalený. Hřbet je také dlouhý a rovný, ale je úzký a žebra by měla být vidět. Ocas je středně dlouhý, nízko nasazený; již u kořene je tenký a ke špičce se výrazně zužuje. V první polovině nesený nízko a rovně, ve druhé polovině se zakřivuje.
Výška v kohoutku je 32 až 38 cm u psa i feny a váha maximálně 5 kg.

## Povaha

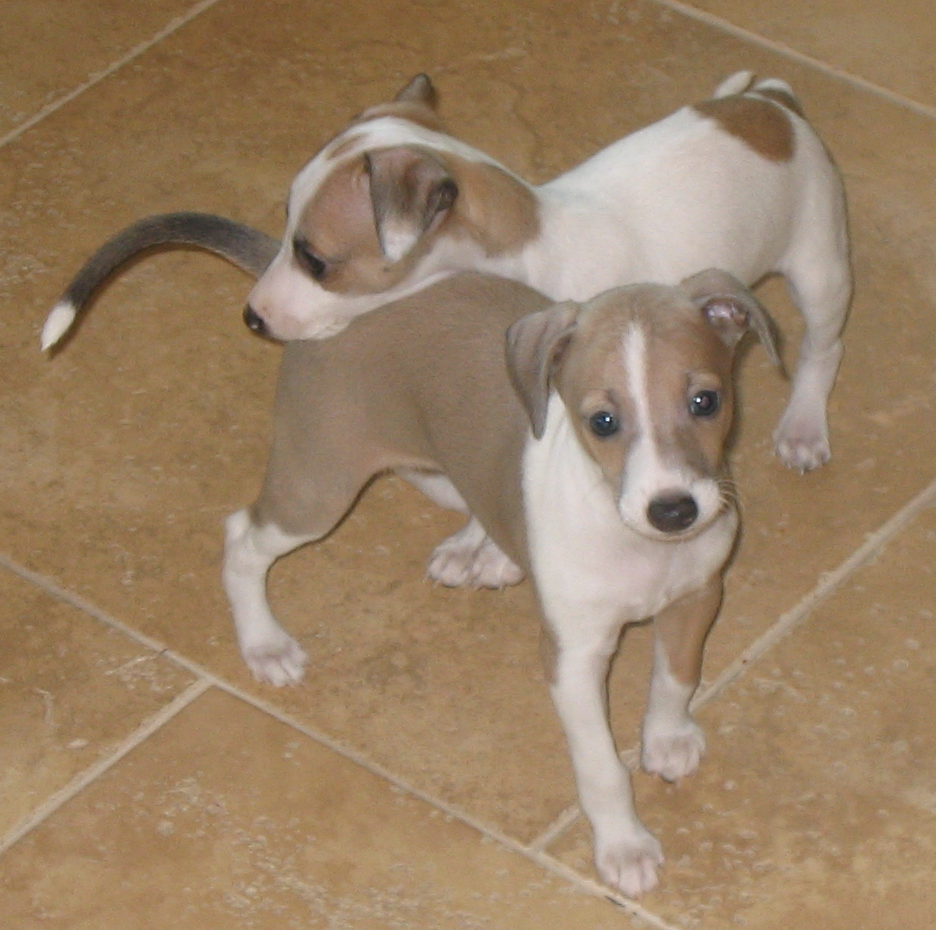
Štěňata italského chrtíka

Italský chrtík je podobně jako velcí chrti aktivní a má rád závody. Má velmi rád teplo, ale chlad snáší také celkem dobře, je však třeba dát pozor na prochladnutí. Je také hravý a mazlivý, a přes to bystrý a velmi učenlivý. Je tvrdohlavý a má dlouhou paměť. K cizím se chová rezervovaně; spíše je ignoruje, ale po čase si na ně zvykne. Nesmí na ně být agresivní či příliš bázlivý; to je považováno za vadu a takoví psi se vyřazují z chovu, aby nedošlo k tomu, že by štěňata podědila špatné chování.
K ostatním zvířatům mají dobrý vztah, ale všichni chrti mají jednu vlastnost — mají tendenci pronásledovat rychle se pohybující předměty, nevyjímaje auta nebo cyklisty. Stejně tak i zvířata; pokud uvidí utíkající kočku, okamžitě se za ní rozběhne. Říká se, že „loví očima“, tedy nepoužívají moc čich a běží si prohlédnout vše zajímavé, co vidí. Mají tedy velmi dobrý zrak.
Děti mají také rádi, ale mají nízký práh bolesti a tak jim některé dětské hrátky mohou být nepříjemné, proto je dobré dítě seznámit s tím, co se psem smí nebo nesmí dělat.
Jsou to psi spíše pro jednoho pána a jiné lidi nerespektují ani neposlouchají. Tohoto svého „vyvoleného“ brání a velmi ho milují. Naopak je prokázáno, že až 90 % italských chrtíků je na svém pánovi závislých.

## Péče

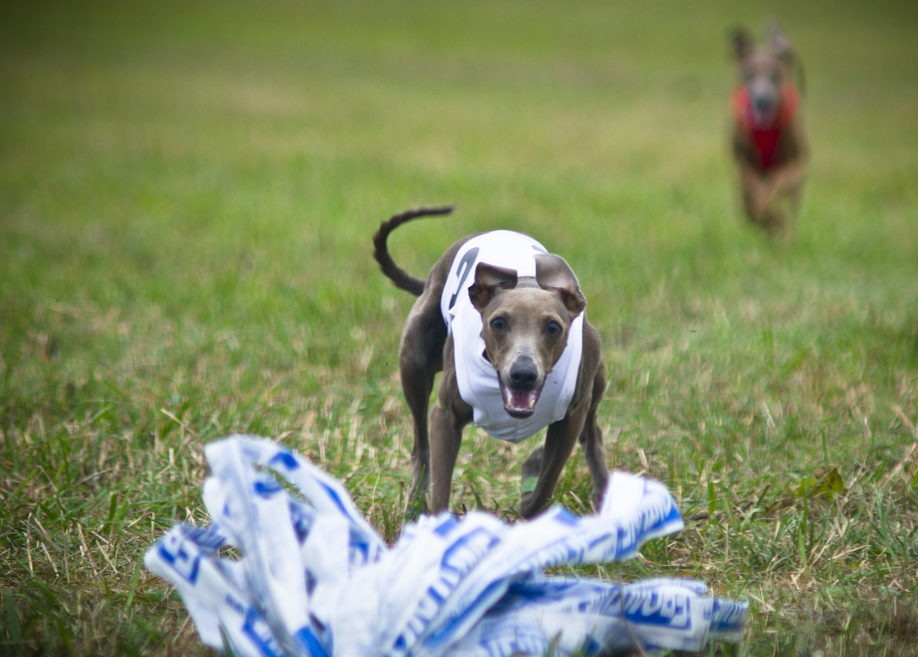

Toto plemeno nepotřebuje zvláštní péči, jeho srst je krátká a lesklá, tedy ani moc nelíná a stačí ji jen 1x za týden pročesat. Mytí šamponem se co nejvíce vyvarujte, protože příliš časté mytí šamponem způsobuje, že ztratí svoji přirozenou mastnotu i lesk, což způsobí problémy s kůží a srst již nebude tak dobře krýt proti vodě.
Vycházky toto plemeno vyžaduje, a to i přes to, že je společenské. Nezapře svůj chrtí původ a proto je dobré jej pouštět z vodítka, pokud jste na velké louce. Toto plemeno psa nemá rádo, když se vzdálí od pána v divočině, jednoduše řečeno, chrti se rádi proběhnou, ale rádi vás mají neustále v dohledu. Chrti mají tendenci se jít podívat na to, co vidí a většina zkušených chovatelů je od tohoto záměru nedokáže odlákat. Je pro ně vhodný jakýkoliv pohyb, ale většina z nich nemá ráda vodu.
Drápky se moc nemusí zastřihávat a vhodné prostředí může být jakékoliv; městský byt i rodinný dům se zahradou u lesa. Dokáže se velmi dobře přizpůsobit, ale v zimě je nejlepší dát mu psí obleček či deku, protože by mohl prochladnout.